# 武王后 (秦)
武王后（ぶおうこう）は、魏の女公子で秦の王后。中国戦国時代の秦の第27代君主、第2代の王の武王の正室。『史記』によると悼武王后とも書く。

## 経歴
時期は不明だが、魏から武王に嫁ぐ。
武王4年（紀元前307年）、武王が22歳で薨去。武王とその正室の武王后との間には子が居なかったため、恵文王の公子間で後継者争いが勃発し、魏冄の後押しを受けた羋八子の子の公子稷が昭襄王として即位。
昭襄王元年（紀元前306年）から昭襄王2年（紀元前305年）にかけて、先の後継者争いで敗れた庶長の公子壮（季君）が中心となって公子雍ら反対勢力を結集して叛乱した。魏冄により叛乱は鎮圧され、昭襄王の兄弟で叛いた者は皆処刑され、恵文后もこの叛乱に加担した罪で処刑され、武王后は故国の魏に放逐（または自ら逃亡）された（季君の乱、または庶長壮の反乱）。この後の事跡は歴史に残っていない。